# Parepistenia speciosissima
Parepistenia speciosissima är en stekelart som först beskrevs av Girault 1927.  Parepistenia speciosissima ingår i släktet Parepistenia och familjen puppglanssteklar. Inga underarter finns listade i Catalogue of Life.